# Sweden Models
Sweden Models Agency är en svensk modellagentur som grundades 1970 i Malmö av Inger Malmroos. Agenturen är en av Skandinaviens äldsta.